# Leitzersdorf
Leitzersdorf é um município da Áustria localizado no distrito de Korneuburg, no estado de Baixa Áustria.